# Steve Mann (musicista inglese)
Steve Mann (Londra, 9 agosto 1955) è un chitarrista, tastierista, cantante e tecnico del suono inglese noto prevalentemente come membro dei Michael Schenker Group, e, in precedenza, dei Lionheart e degli Alcatrazz.

## Biografia
Nato a Londra, inizia a suonare il pianoforte a 7 anni e la chitarra a 15. Il primo disco inciso fu Straight for the Hip, con la band Liar.
Dopo alcuni anni di attività soltanto come turnista, nel 1998 si unisce alla storica band rock progressivo tedesca Eloy, e negli anni successivi con gli Sweet.
Abbandonati gli Eloy nel 2009, si unisce ai riformati Lionheart, ed entra negli Alcatrazz in qualità di tastierista. Nel 2016 è parte della reunion della band Michael Schenker Group.

## Discografia

### Solista
- 2005 - Alive and Picking
- 2007 - Parting's Just a Little Death

### Con il Michael Schenker Group
- 2021 - Immortal
- 2022 - Universal

### Con i Lionheart
- 2017 - Second Nature
- 2020 - The Reality of Miracles

### Con gli Alcatrazz
- 2020 - Born Innocent
- 2021 - V

### Con gli Eloy
- 2009 - Visionary

### Con i Tytan
- 1985 - Rough Justice